# Freetown (Indiana)
Freetown est une census-designated place située dans le comté de Jackson, dans l’État de l'Indiana, aux États-Unis. Lors du recensement de 2020, elle compte 369 habitants.